# Queer (romance)
Queer é uma novela, escrita em 1952 e publicada em 1985, do escritor norte-americano William S. Burroughs. É parcialmente uma sequela da sua novela Junkie de 1953.

## Enredo
Em 1951, William Lee é um desiludido expatriado norte-americano que vive na Cidade do México, depois de fugir a acusações de tráfico de droga nos EUA. Lee está a passar por um período de abstinência de morfina e sente um vazio psicológico e existencial. Para preencher esse vazio, bebe excessivamente e entrega-se a comportamentos erráticos, muitas vezes desesperados.
Lee passa os dias a frequentar bares baratos, a interagir com outros estrangeiros e a lutar contra a sua crescente sensação de solidão. A sua narrativa é distante e frequentemente repleta de humor cru e satírico. É uma figura desajeitada e insegura, socialmente inepta, mas desesperada por ligações humanas.
Lee fica obcecado com Eugene Allerton, um jovem bem-parecido, antigo militar da Marinha. Allerton é heterossexual, mas aceita passivamente a companhia de Lee, em grande parte por conveniência. É retratado como indiferente, tolerando muitas vezes as investidas de Lee com um ar de divertimento ou um ligeiro enfado.
Lee tenta impressionar Allerton com histórias exageradas e bizarras, muitas vezes monólogos repletos de humor grotesco e fantasias que fazem lembrar a ficção científica. Estas histórias servem tanto como uma tentativa de entreter Allerton como um reflexo da alienação de Lee. As suas tentativas desajeitadas de sedução, no entanto, falham consistentemente, realçando o abismo intransponível entre eles.
À medida que a relação se desenvolve, Lee torna-se mais dependente de Allerton, atirando-se praticamente a ele, apesar da falta de reciprocidade. O seu desespero intensifica-se à medida que cobre Allerton de dinheiro, presentes e planos elaborados para o futuro, que Allerton geralmente ignora ou descarta.
Na esperança de aprofundar o vínculo, Lee sugere uma viagem pela América do Sul em busca de yagé (ayahuasca), uma poderosa planta alucinógena que, segundo os rumores, concede poderes telepáticos. A viagem é enquadrada como uma busca quase mística, mas é sobretudo um pretexto para Lee manter Allerton junto de si.
Os dois viajam pelo Panamá e pelo Equador, encontrando expatriados excêntricos, vigaristas e burlões ao longo do caminho. O comportamento de Lee torna-se cada vez mais errático à medida que bebe muito e continua o seu humilhante assédio a Allerton.
Apesar dos seus esforços, Allerton mantém-se emocionalmente distante, e a relação entre ambos deteriora-se. Quanto mais Lee se apega a ele, mais Allerton se afasta. Eventualmente, Allerton abandona Lee, deixando-o sozinho e devastado.
Esta rejeição final força Lee a confrontar o seu próprio isolamento, as suas tendências autodestrutivas e desejos não realizados. A novela termina com uma nota melancólica e não resolvida, refletindo o desespero existencial que permeia a vida de Lee.
A novela baseou-se num episódio verídico da vida da Burroughs quando viveu na Cidade do México e ali conheceu e se relacionou com o jovem que lhe inspirou o personagem de Lewis Allerton, cujo nome real era Adelbert Lewis Marker (1930–1998), um antigo militar da Marinha recentemente dispensado de Jacksonville, Florida.

## Significado literário e crítica
Queer foi originalmente escrito como uma sequela de Junkie, que foi julgado muito curto e desinteressante para publicação. Burroughs perdeu o interesse no manuscrito e optou por não retornar a ele mesmo depois de Junkie ter sido aceite. Era duvidoso que grande parte do conteúdo pudesse ser publicado nos Estados Unidos naquela época homofóbica, já que o conteúdo e o tema homossexual poderiam ser considerados obscenos. Jack Kerouac admirou o trabalho e pensou que ele agradaria aos "críticos literários homossexuais da costa leste". Ele foi finalmente publicado em 1985 com uma nova introdução, quando o agente literário de Burroughs, Andrew Wylie, lhe garantiu um lucrativo contrato de publicação para futuros romances com a Viking. Alegadamente, havia trinta anos que ele não lia o manuscrito devido ao trauma emocional que a sua escrita lhe causara. Grande parte dele foi composto enquanto Burroughs aguardava julgamento pelo suposto homicídio acidental da sua concubina, Joan Vollmer.
A introdução da edição do 25º aniversário de Queer, publicada em 2010 e editada por Oliver Harris, que fez algumas pequenas revisões ao texto, alegou que a verdadeira história traumática da novela era o relacionamento real de Burroughs com Lewis Marker, ficcionalizado na narrativa como o desejo desesperado de Lee por Allerton.
Apesar dos seus escritos, em que a homossexualidade é abordada de forma desassombrada e por vezes crua, Burroughs, nas palavras de Jamie Russell, autor de Queer Burroughs, "foi totalmente excluído do 'cânone queer'". De acordo com Russell, a vida e os escritos de Burroughs sugerem uma subjectividade gay que horroriza os fanáticos do politicamente correcto na comunidade gay. Burroughs teria dito numa entrevista à imprensa, em resposta a uma pergunta sobre o movimento pelos direitos dos gays: «Nunca fui "gay" na minha vida e, de certeza, que não pertenço a porra de movimento nenhum.» (A fonte primária desta citação não é clara; ela é citada, em segunda mão, pelo narrador Peter Weller no documentário de 2010 William S. Burroughs: A Man Within).

## Adaptações
Uma ópera de Erling Wold com o mesmo título, baseada na novela, estreou nos Estados Unidos em 2001.
Em 2011, Steve Buscemi foi escolhido para dirigir uma adaptação cinematográfica do livro. O roteiro foi escrito por Oren Moverman, diretor e escritor de The Messenger. Buscemi liderou a primeira leitura de Queer no Festival de Cinema de Sarasota com Stanley Tucci, Ben Foster, John Ventimiglia e Lisa Joyce.
Em dezembro de 2022, foi anunciado que Luca Guadagnino dirigiria uma adaptação cinematográfica da novela com Daniel Craig no papel principal. Em abril de 2023, Drew Starkey foi seleccionado como Allerton, juntamente com Lesley Manville, Jason Schwartzman e Henry Zaga. O filme estreou no Festival de Cinema de Veneza e recebeu um lançamento limitado a partir de 27 de novembro de 2024, seguido por um lançamento em serviços de streaming em 14 de janeiro de 2025.